# Транспорт Анголи
Транспорт Анголи представлений автомобільним , залізничним , повітряним , водним (морським і річковим)  і трубопровідним , у населених пунктах  та у міжміському сполученні діє громадський транспорт пасажирських перевезень. Площа країни дорівнює 1 246 700 км² (23-тє місце у світі). Форма території країни — відносно компактна, з ексклавом Кабінда на півночі; максимальна дистанція з півночі на південь — 1370 км, зі сходу на захід — 1290 км. Географічне положення Анголи дозволяє країні контролювати транспортні шляхи між Південною і Центральною Африкою, морські шляхи вздовж західного узбережжя Африки з Азії та Австралії до Європи.

## Автомобільний
Загальна довжина автошляхів у Анголі, станом на 2001 рік, дорівнює 51 429 км, з яких 5 349 км із твердим покриттям і 46 080 км без нього (75-те місце у світі).

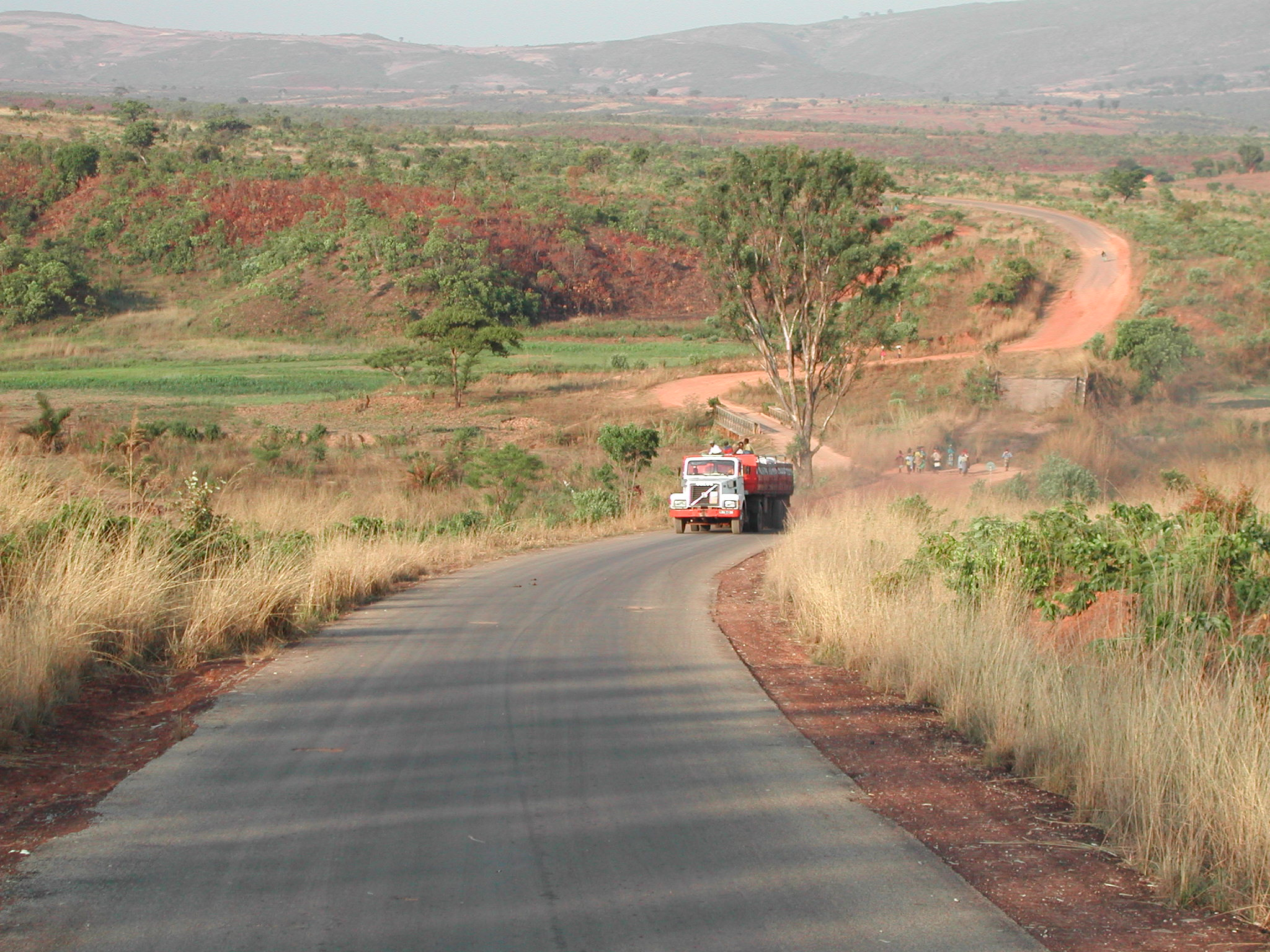
Автошлях Укума — Уамбо

## Залізничний
Загальна довжина залізничних колій країни, станом на 2014 рік, становила 2 852 км (60-те місце у світі), з яких 2 729 км вузької 1067-мм колії і 123 км вузької 600-мм колії.

Схема залізничної мережі Анголи
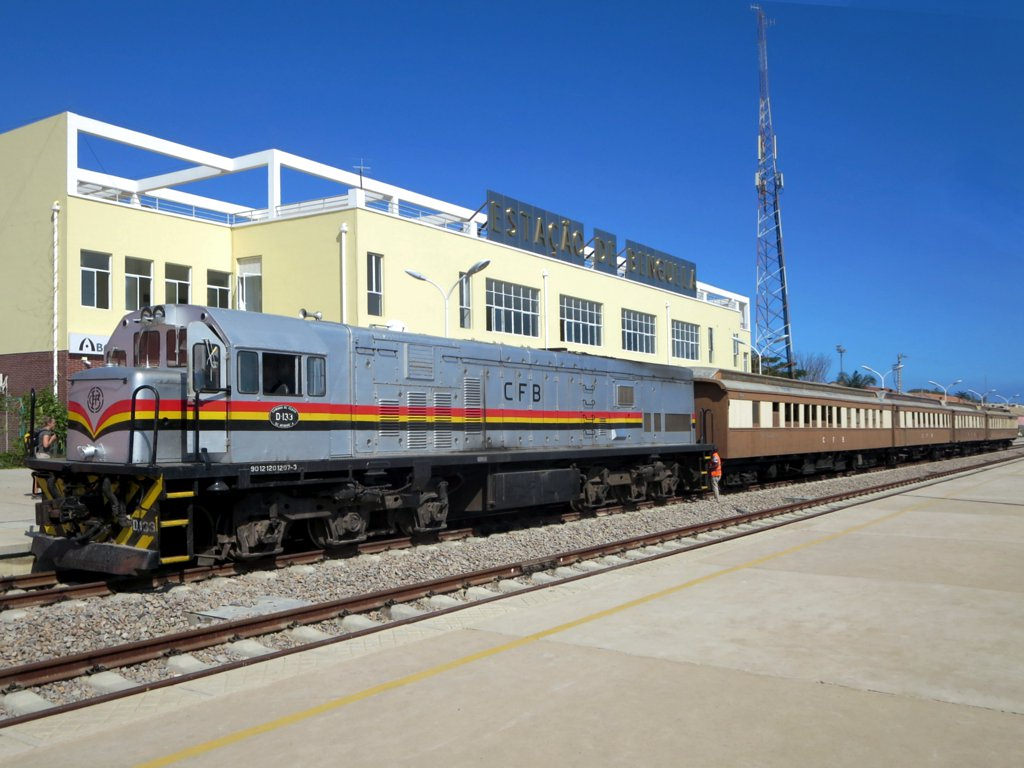
На залізничному вокзалі Бенгели
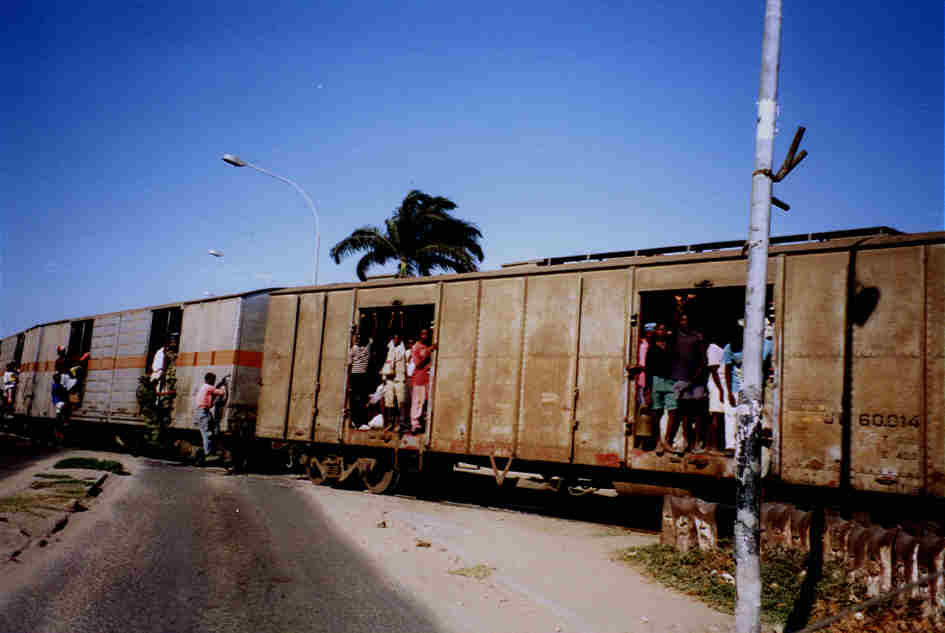
Перевезення на Бенгельській залізниці

## Повітряний
У країні, станом на 2013 рік, діє 176 аеропортів (32-ге місце у світі), з них 31 із твердим покриттям злітно-посадкових смуг і 145 із ґрунтовим. Аеропорти країни за довжиною злітно-посадкових смуг розподіляються так (у дужках окремо кількість без твердого покриття):
- довші за 10 тис. футів (>3047 м) — 7 (2);
- від 10 тис. до 8 тис. футів (3047-2438 м) — 8 (3);
- від 8 тис. до 5 тис. футів (2437—1524 м) — 12 (31);
- від 5 тис. до 3 тис. футів (1523—914 м) — 4 (66);
- коротші за 3 тис. футів (<914 м) — 0 (43)[1].

У країні, станом на 2015 рік, зареєстровано 10 авіапідприємств, які оперують 55 повітряними суднами. За 2015 рік загальний пасажирообіг на внутрішніх і міжнародних рейсах становив 1,2 млн осіб. За 2015 рік повітряним транспортом було перевезено 46 млн тонно-кілометрів вантажів (без врахування багажу пасажирів).
У країні, станом на 2013 рік, споруджено і діє 1 гелікоптерний майданчик.
Ангола є членом Міжнародної організації цивільної авіації (ICAO). Згідно зі статтею 20 Чиказької конвенції про міжнародну цивільну авіацію 1944 року, Міжнародна організація цивільної авіації для повітряних суден країни, станом на 2016 рік, закріпила реєстраційний префікс — D2, заснований на радіопозивних, виділених Міжнародним союзом електрозв'язку (ITU). Аеропорти Анголи мають літерний код ІКАО, що починається з — FN.

## Водний

### Морський
Головні морські порти країни: Кабінда, Лобіту, Луанда, Намібе. СПГ-термінали на експорт діють у портах: Ангола-Сойо.

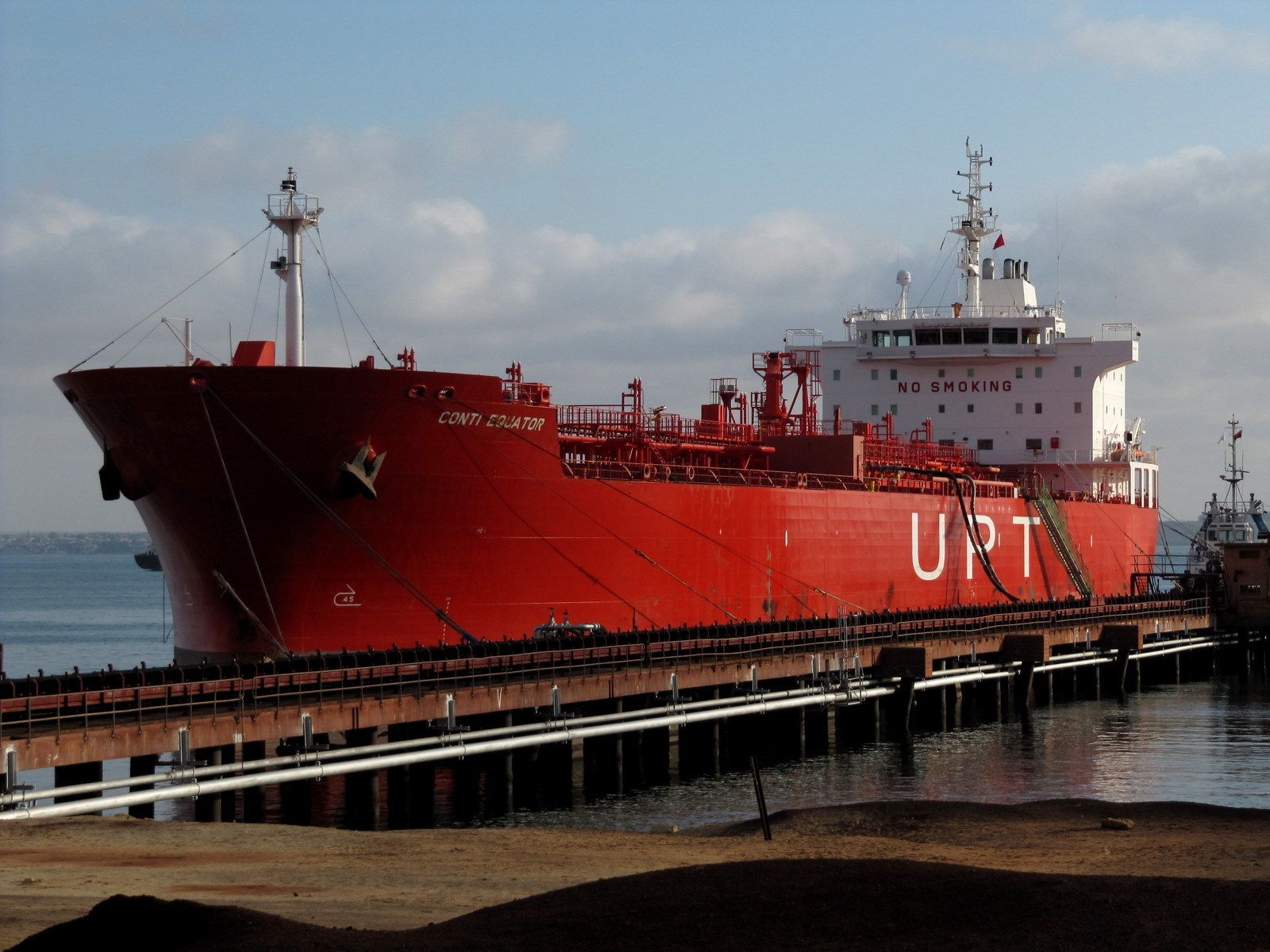
Завантаження мінеральною сировиною в порту Намібе

Морський торговий флот країни, станом на 2010 рік, складався з 7 морських суден з тоннажем понад 1 тис. реєстрових тонн (GRT) кожне (123-тє місце у світі), з яких: суховантажів — 1, танкерів для хімічної продукції — 1, вантажно-пасажирських суден — 2, нафтових танкерів — 2, ролкерів — 1.
Станом на 2010 рік, кількість морських торгових суден, що ходять під прапором країни, але є власністю інших держав — 1 (Іспанії — 1); зареєстровані під прапорами інших країн — 17 (Багамських Островів — 6, Кюрасао — 2, Кіпру — 1, Ліберії — 1, Мальти — 7).

### Річковий
Загальна довжина судноплавних ділянок річок і водних шляхів, доступних для суден з дедвейтом більше за 500 тонн, 2011 року становила 1 300 км (54-те місце у світі).

## Трубопровідний
Загальна довжина газогонів у Анголі, станом на 2013 рік, становила 352 км; трубопроводів зрідженого газу — 85 км; нафтогонів — 1 065 км; інших трубопроводів — 5 км.

## Державне управління
Держава здійснює управління транспортною інфраструктурою країни через міністерство транспорту. Станом на 15 вересня 2016 року міністерство в уряді Мануеля Домінгуша Вісенте очолював Аугусту да Сілва Томас.

### Українською
- Атлас. 10-11 клас. Економічна і соціальна географія світу / упорядники :  О. Я. Скуратович, Н. І. Чанцева. — К. : ДНВП «Картографія», 2010. — ISBN 978-966-475-639-3.
- Атлас світу / голов. ред. І. С. Руденко ; зав. ред. В. В. Радченко ; відп. ред. О. В. Вакуленко. — К. : ДНВП «Картографія», 2005. — 336 с. — ISBN 9666315467.
- Безуглий В. В. Економічна і соціальна географія зарубіжних країн : Навчальний посібник. — К. : ВЦ «Академія», 2007. — 704 с. — ISBN 978-966-580-239-6.
- Безуглий В. В., Козинець С. В. Регіональна економічна і соціальна географія світу : Навчальний посібник. — видання 2-ге, доп., перероб. — К. : ВЦ «Академія», 2007. — 688 с. — ISBN 966-580-144-9.
- Головченко В., Кравчук О. Країнознавство: Азія, Африка, Латинська Америка, Австралія і Океанія. — К., 2006. — 335 с. — ISBN 966-8939-04-2.
- Дахно І. І. Країни світу: Енциклопедичний довідник / І. І. Дахно, С. М. Тимофієв. — К. : Мапа, 2011. — 606 с. — (Бібліотека нового українця) — ISBN 978-966-8804-23-6.
- Дахно І. І. Економічна географія зарубіжних країн : навчальний посібник. — К. : Центр учбової літератури, 2014. — 319 с. — ISBN 978-611-01-0682-5.
- Дорошенко В. І. Географія транспорту : Навчальний посібник / В. І. Дорошенко, К. Д. Діденко. — К. : Київський нац. ун-т ім. Т. Шевченка, 2010. — 183 с. — ISBN 978-966-439-329-1.
- Дубович І. А. Країнознавчий словник-довідник. — 5-те вид., перероб. і доп. — К. : Знання, 2008. — 839 с. — ISBN 978-966-346-330-8.
- Економічна і соціальна географія країн світу : Навчальний посібник / За ред. С. П. Кузика. — Л. : Світ, 2002. — 672 с. — ISBN 966-603-178-7.
- Зарубіжна транспортна географія : навчальний посібник / уклад. : Петрашевський О. Л. и др. — К. : Національний транспортний університет, 2015. — 95 с. — ISBN 978-966-632-227-5.
- Книш М. М., Мамчур О. І. Регіональна економічна і соціальна географія світу (Латинська Америка та Карибські країни, Африка, Азія, Океанія) : навч. посіб. — Л. : ЛНУ ім. Івана Франка, 2013. — 368 с. — ISBN 978-617-10-0007-0.
- Юрківський В. М. Регіональна економічна і соціальна географія. Зарубіжні країни : Підручник. — К. : Либідь, 2001. — 416 с. — ISBN 966-06-0092-5.

### Англійською
- (англ.) Modern Transport Geography / Hoyle, B. and R. Knowles (eds). — Second Edition,. — London : Wiley, 1998.
- (англ.) Rodrigue, J-P. The Geography of Transport Systems. — Fourth Edition. — N. Y. : Routledge, 2017. — 440 с. — ISBN 978-1138669574.
- (англ.) Taaffe E. J., Gauthier H. L. and O'Kelly M. E. Geography of transportation. — Second Edition. — N. Y. : Prentice Hall, 1996. — ISBN 0-13-368572-1.
- (англ.) Black, W. Transportation: A Geographical Analysis. — N. Y. : Guilford, 2003.

### Російською
- (рос.) Ангола // Африка: энциклопедический справочник [в 2-х тт.] / гл. ред. А. А. Громыко. — М. : Советская энциклопедия, 1986. — Т. 1. — С. 266.
- (рос.) Максаковский В. П. Географическая картина мира. Книга I: Общая характеристика мира. — М. : Дрофа, 2008. — 495 с. — ISBN 978-5-358-05275-8.
- (рос.) Максаковский В. П. Географическая картина мира. Книга II: Региональная характеристика мира. — М. : Дрофа, 2009. — 480 с. — ISBN 978-5-358-06280-1.
- (рос.) Страны Африки. Политико-экономический справочник / ред. В. Солодовников, В. Румянцев. — М. : Издательство политической литературы, 1969. — 318 с.
- (рос.) Физико-географический атлас мира. — М. : Академия наук СССР и главное управление геодезии и картографии ГГК СССР, 1964. — 298 с.
- (рос.) Шаповал Н. С. Транспортная география и транспортные системы мира : учебное пособие. — К. : Центр учбової літератури, 2006. — 188 с. — ISBN 000-0000-00-4.
- (рос.) Экономическая, социальная и политическая география мира. Регионы и страны / под ред. С. Б. Лаврова, Н. В. Каледина. — М. : Гардарики, 2002. — 928 с. — ISBN 5-8297-0039-5.
- (рос.) Энциклопедия стран мира / глав. ред. Н. А. Симония. — М. : НПО «Экономика» РАН, отделение общественных наук, 2004. — 1319 с. — ISBN 5-282-02318-0.